# Tyniec (gmina w województwie krakowskim)
Tyniec – dawna gmina wiejska istniejąca w latach 1934–1941 w woj. krakowskim (dzisiejsze woj. małopolskie). Siedzibą władz gminy był Tyniec (obecnie część dzielnicy Dębniki w Krakowie).
Gmina zbiorowa Tyniec została utworzona 1 sierpnia 1934 roku w powiecie krakowskim w woj. krakowskim z dotychczasowych jednostkowych gmin wiejskich Bodzów, Kopanka, Korabniki, Kostrze, Samborek, Sidzina, Skotniki i Tyniec.
1 czerwca 1941, podczas okupacji hitlerowskiej, gmina została zniesiona, wchodząc w skład nowo utworzonej gminy Skawina (Kopanka, Korabniki, Samborek, Sidzina i Tyniec) oraz miasta Krakowa (Bodzów, Kostrze i Skotniki); włączenie gromad do Krakowa administracja polska zatwierdziła dopiero 18 stycznia 1948, z mocą obowiązującą wstecz od 18 stycznia 1945.
Obecnie jedynie Kopanka pozostała samodzielną wsią. Pozostałe wsie gminy Tyniec znajdują się w granicach Krakowa bądź Skawiny.